# Spring (stripreeks)
Spring is een Vlaamse vedettestrip, getekend door Charel Cambré met tekst van Luc Morjaeu. De personages in de strips zijn gebaseerd op de gelijknamige jeugdsoap Spring. De stripreeks werd uitgewerkt in opdracht van Studio 100, dat ook verantwoordelijk was voor de strips van Samson en Gert. Na zes albums gaven de auteurs er de brui aan.